# Félix Latassa
Félix de Latassa y Ortín (Zaragoza, 21 de noviembre de 1733-Zaragoza, 2 de abril de 1805) fue un sacerdote e historiador español, el mayor de los bibliógrafos de las letras aragonesas.

## Biografía
Se inició en 1749 en los estudios de Filosofía y Teología en la Universidad de Zaragoza. Obtuvo el grado de doctor en Teología en 1762. Recibió el orden sacerdotal y se desempeñó como párroco en la iglesia de la localidad oscense de Azanuy, aunque por mucho tiempo se había transmitido que lo fue en Juslibol, un pueblecito del arrabal zaragozano, cuya parroquia ocupó su hermano Juan Marcos Latassa desde 1757 hasta 1784. Desde ese momento comienza sin mayor apoyo económico su labor erudita, que inició escribiendo unos Memoriales de los racioneros de mensa de la santa iglesia metropolitana del templo del Salvador de la ciudad de Zaragoza publicada en 1798; el propio Félix Latassa ocupó el cargo de racionero de mensa de La Seo desde 1780.
Pero su obra capital es la serie de la Biblioteca de los escritores aragoneses, formada por tres volúmenes que él sintió a su muerte como una obra inacabada. De 1789 (Zaragoza, Juan Ibáñez) es su Índice cronológico de los escritores aragoneses que componen la Biblioteca antigua de este Reyno, desde la venida de Jesu-Christo hasta el año 1500, índice de la Bibliotheca antigua de los escritores aragoneses que florecieron desde la venida de Christo hasta el 1500 (Zaragoza, Medardo Heras, 1796), en dos volúmenes en cuarto, que constituye la primera parte de la obra.
Ya a principios del siglo XIX, y poco antes de la enorme pérdida que para las bibliotecas aragonesas y zaragozanas en particular supusieron los sitios de Zaragoza, da a la imprenta su Biblioteca nueva de los escritores aragoneses que florecieron desde el año 1500 hasta [1802] (Pamplona, Joaquín de Domingo, 1798-1802), que constó de seis tomos.
Latassa, para llevar a cabo esta labor, rastreó los archivos y documentos que atesoraban ciertas órdenes religiosas en sus monasterios, pero la dispersión de estos fondos supuso un serio obstáculo a su quehacer. 
Su método sigue los modelos de la Cimbria literata (Copenhague, 1744) de Juan Moller, la Historia literaria de Alemania de Juan Federico Reinau, el Catálogo de escritores de Martin Hanck y las obras de Bacon y Brocke. Sin embargo, el principal modelo es el del iniciado ya en el siglo XVII por Nicolás Antonio, maestro de la bibliografía española, en la Bibliotheca hispana vetus y Bibliotheca hispana nova entre 1672 y 1696. 
Supone el intento más riguroso de documentar la biografía y la obra de todos los escritores aragoneses desde la literatura latina hasta su época. Es un esfuerzo que está en la línea de la obra que Nicolás Antonio emprendiera para los autores de la literatura española aunque, a diferencia de este, Latassa no ordena sus entradas alfabética, sino cronológicamente, pues según su propio testimonio:

me ha parecido que debía apartarse del orden alfabético, confuso y desordenado que adoptaron Nicolás Antonio y A. Mongitore en la Biblioteca sícula, prefiriendo el orden de los tiempos que puede en algún momento suplir el defecto de una historia literaria

La inexistencia hasta esa fecha de una concienzuda historia de la literatura aragonesa le hizo preferir este ordenamiento. De hecho, la obra fue refundida y publicada como diccionario enciclopédico de escritores aragoneses por Miguel Gómez Uriel, archivero del Colegio de Abogados de Zaragoza, según el cual se trataba de la obra «más rica y abundante de cuantas en su género se han publicado en España».